# Stenhomalus nugalis
Stenhomalus nugalis là một loài bọ cánh cứng trong họ Cerambycidae.